# Андорра на летних Олимпийских играх 2016
Андорра на летних Олимпийских играх 2016 года была представлена 5 спортсменами в 4 видах спорта. На церемонии открытия Игр право нести национальный флаг было доверено дзюдоистке Лауре Сальес, а на церемонии закрытия — легкоатлету Полу Мойя, который в Рио-де-Жанейро принимал участие в беге на 800 метров. По итогам соревнований сборная Андорры, принимавшая участие в своих одиннадцатых летних Олимпийских играх, вновь осталась без медалей.

## Состав сборной
- Дзюдо
  1. Лаура Сальес
- Лёгкая атлетика
  1. Пол Мойя
- Плавание
  1. Поль Ариас Дурде
- Стрельба
  1. Эстер Барругес

Также приглашение на Игры получила пловчиха Моника Рамирес, однако в итоге она не попала в заявочный лист для участия в 100-метровке вольным стилем.

## Результаты соревнований

### Водные виды спорта

#### Плавание
В следующий раунд на каждой дистанции проходят спортсмены, показавшие лучший результат, независимо от места, занятого в своём заплыве.
Мужчины
| Дистанция                 | Спортсмены       | Предварительный раунд | Предварительный раунд | Предварительный раунд | Полуфинал     | Полуфинал     | Полуфинал     | Финал                | Финал                |
| Дистанция                 | Спортсмены       | Заплыв                | Результат             | Место                 | Заплыв        | Результат     | Место         | Результат            | Место                |
| ------------------------- | ---------------- | --------------------- | --------------------- | --------------------- | ------------- | ------------- | ------------- | -------------------- | -------------------- |
| 400 метров вольным стилем | Поль Ариас Дурде | 1                     | 4:21.16               | 49                    | не проводится | не проводится | не проводится | завершил выступление | завершил выступление |

### Дзюдо
Соревнования по дзюдо проводились по системе с выбыванием. В утешительные раунды попадали спортсмены, проигравшие полуфиналистам турнира. Два спортсмена, одержавших победу в утешительном раунде, в поединке за бронзу сражались с дзюдоистами, проигравшими в полуфинале.
Женщины
| Категория | Спортсмены   | 1/16 финала           | 1/8 финала            | Четвертьфинал         | Полуфинал             | Финал                 | Место |
| Категория | Спортсмены   | Соперник Результат    | Соперник Результат    | Соперник Результат    | Соперник Результат    | Соперник Результат    | Место |
| --------- | ------------ | --------------------- | --------------------- | --------------------- | --------------------- | --------------------- | ----- |
| до 63 кг  | Лаура Сальес | AUSК. Хекер П 000:100 | завершила выступление | завершила выступление | завершила выступление | завершила выступление | 17    |

### Лёгкая атлетика
Мужчины
Беговые дисциплины
| Дисциплина        | Спортсмен | Предварительный раунд | Предварительный раунд | Предварительный раунд | Четвертьфиналы | Четвертьфиналы | Четвертьфиналы | Полуфиналы | Полуфиналы | Полуфиналы | Финал | Финал |
| Дисциплина        | Спортсмен | Забег                 | Время                 | Место                 | Забег          | Время          | Место          | Забег      | Время      | Место      | Время | Место |
| ----------------- | --------- | --------------------- | --------------------- | --------------------- | -------------- | -------------- | -------------- | ---------- | ---------- | ---------- | ----- | ----- |
| бег на 800 метров | Пол Мойя  |                       |                       |                       | не проводится  | не проводится  | не проводится  |            |            |            |       |       |

### Стрельба
В январе 2013 года Международная федерация спортивной стрельбы приняла новые правила проведения соревнований на 2013—2016 года, которые, в частности, изменили порядок проведения финалов. Во многих дисциплинах спортсмены, прошедшие в финал, теперь начинают решающий раунд без очков, набранных в квалификации, а финал проходит по системе с выбыванием. Также в финалах после каждого раунда стрельбы из дальнейшей борьбы выбывает спортсмен с наименьшим количеством баллов. В скоростном пистолете решающие поединки проходят по системе попал-промах. В стендовой стрельбе добавился полуфинальный раунд, где определяются по два участника финального матча и поединка за третье место.
Женщины
| Соревнование                       | Спортсмены     | Квалификация | Квалификация | Полуфинал     | Полуфинал     | Финал                 | Финал                 |
| Соревнование                       | Спортсмены     | Результат    | Место        | Результат     | Место         | Соперник/ Результат   | Место                 |
| ---------------------------------- | -------------- | ------------ | ------------ | ------------- | ------------- | --------------------- | --------------------- |
| пневматическая винтовка, 10 метров | Эстер Барругес | 396,9        | 51           | Не проводится | Не проводится | Завершила выступление | Завершила выступление |